# Вормси
Во́рмси (эст. Vormsi, швед. Ormsö, нем. Worms), ранее также Вормс — четвёртый по величине остров Эстонии после Сааремаа, Хийумаа и Муху. В административном отношении входит в состав волости Вормси уезда Ляэнемаа и составляет 98% её территории.

## География
Является частью Моонзундского архипелага Балтийского моря. Отделён от лежащего западнее острова Хийумаа проливом Муху до 12 км шириной. Площадь — 92,9 км².
Поверхность низменная (высота до 10 м). Как и соседние острова, Вормси малоплодороден, так как образован главным образом известняками и морскими отложениями антропогена. Почвы щебнистые и песчаные. Имеются сосновые леса, на побережье — заросли тростника.
На острове есть три маяка: Саксби (Saxby, построен в 1864 году, высота 24 метра), нижний и верхний маяки Норрбю (Norrby, построены в 1916 году, высота соответственно 22 и 35 метров).
Сообщение с материком осуществляется через порт Рохукюла (расстояние до порта в Свибю составляет около 5,5 мили).

## История
Начиная с XIII века остров был в основном населён потомками шведских колонистов (т. н. балтийскими шведами). В 1934 году на Вормси проживали 2393 шведа и 122 эстонца. В 1944 году основная часть жителей острова эмигрировала в Швецию. С тех пор численность населения острова колеблется в пределах 300—400 человек. Большинство населённых пунктов острова сохраняют шведские названия.

## Население
На острове расположены 14 деревень: Борбю (Borrby), Дибю (Diby), Фелларна (Fällarna), Фёрбю (Förby), Хосбю (Hosby), Керслети (Kersleti), Норрбю (Norrby), Румпо (Rumpo), Ряльбю (Rälby), Саксбю (Saxby), Свибю (Sviby), Сууремыйза (Suuremõisa), Сёдербю (Söderby), Хулло (Hullo). Крупнейший населённый пункт — деревня Хулло, административный центр волости Вормси. Население острова в 2013 году составляло 416 человек, в 2020 году — 386. Круглогодично на острове проживает около 200 человек.

## Экономика
Основная отрасль — туризм (в основном — гостиничное хозяйство), лесозаготовки и животноводство. На Вормси традиционно занимаются рыболовством, но в последнее время больше для личного потребления.

## Природные достопримечательности
На территории острова расположен природный парк Вормси.
На Вормси находятся 8 природоохранных объектов: 5 эрратических валунов (все под защитой государства с 1941 года) и 3 прибрежных озера (Пряствике площадью 35 гектаров, Керслети и озеро Дибю (Dibyträske)). Эрратические валуны: Кирикукиви (эст. Kirikukivi, охват 30 м, высота 6,5 м, находится в прибрежных водах возле деревни Норрбю); Паруникиви (эст. Parunikivi, охват 20,6 м; находится в лесу недалеко от церкви Вормси и одновременно является памятником барону Отто Фридриху Фромхольду фон Штакельбергу (Otto Friedrich Fromhold von Stackelberg, 1823–1887)); Скярестейн( эст. Skärestein, охват 22 м; между деревнями Свибю и Хосбю), Смен (эст. Smen, охват 23,9 м и объём 137 m3; на лугах деревни Борбю) и Варгстайн (эст. Wargstain, охват 18,7 м; на территории деревни Керслети).

## Галерея

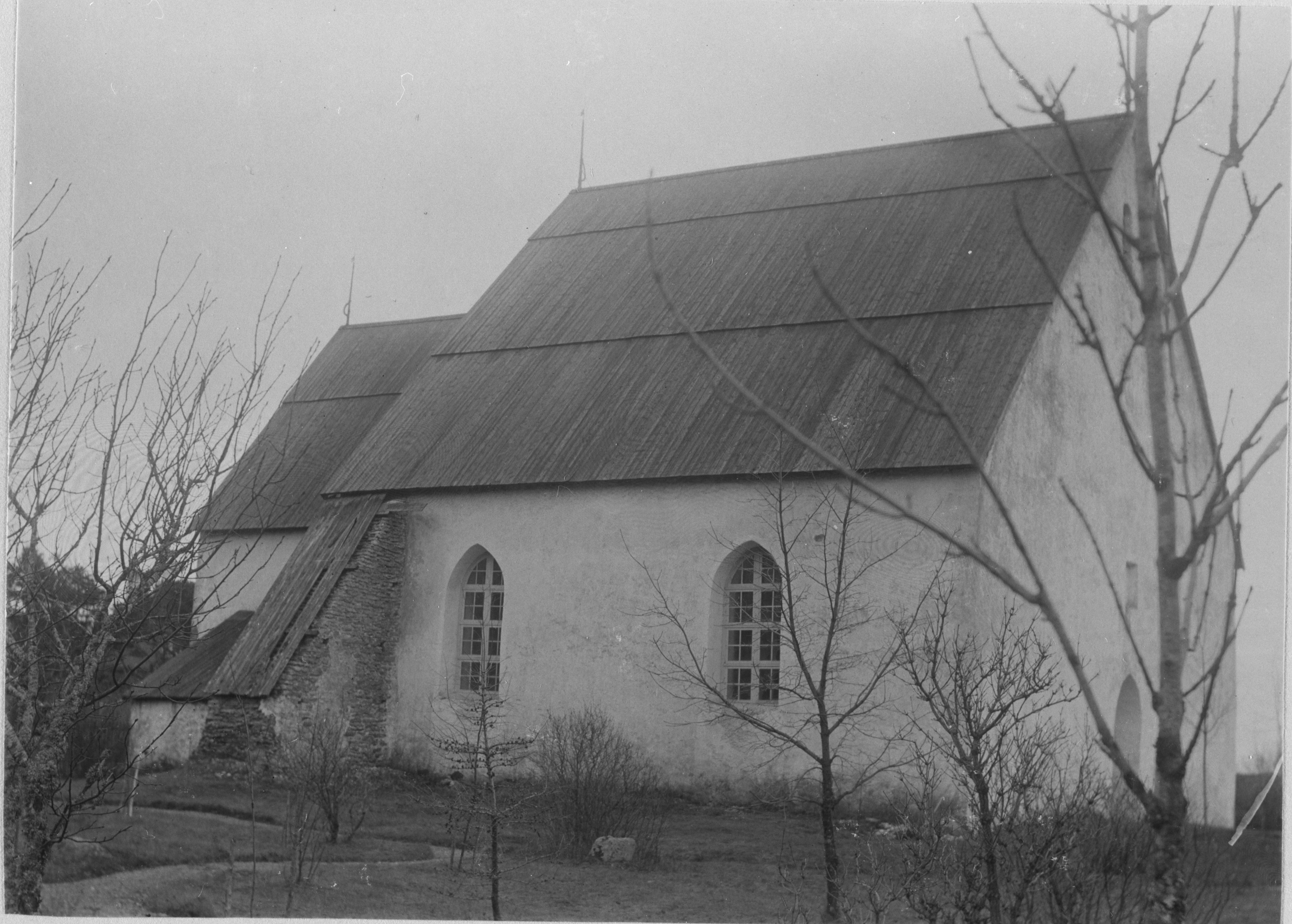
Церковь на Вормси, 1903 год
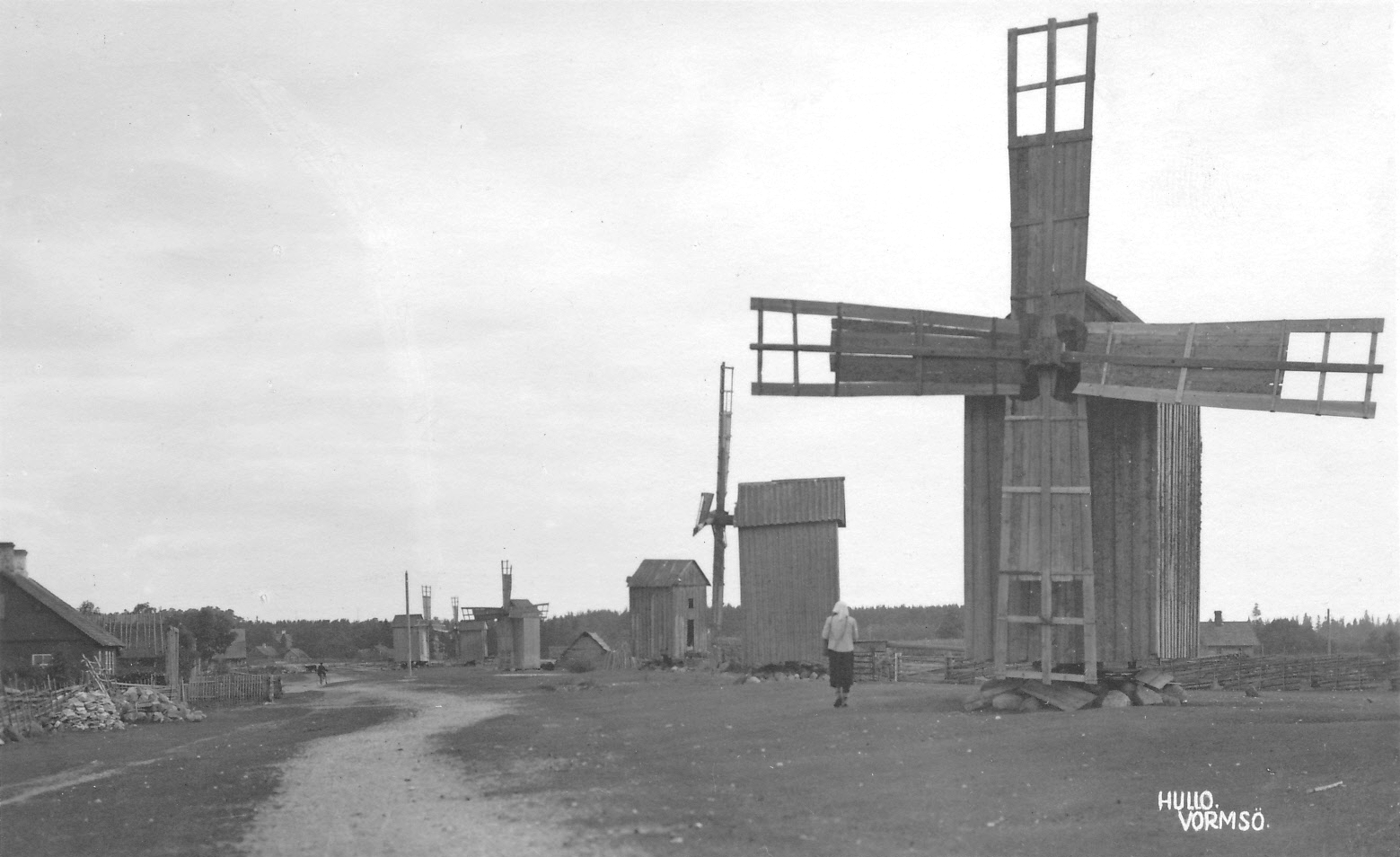
Ветряные мельницы на Вормси, 1930-е годы
Маяк
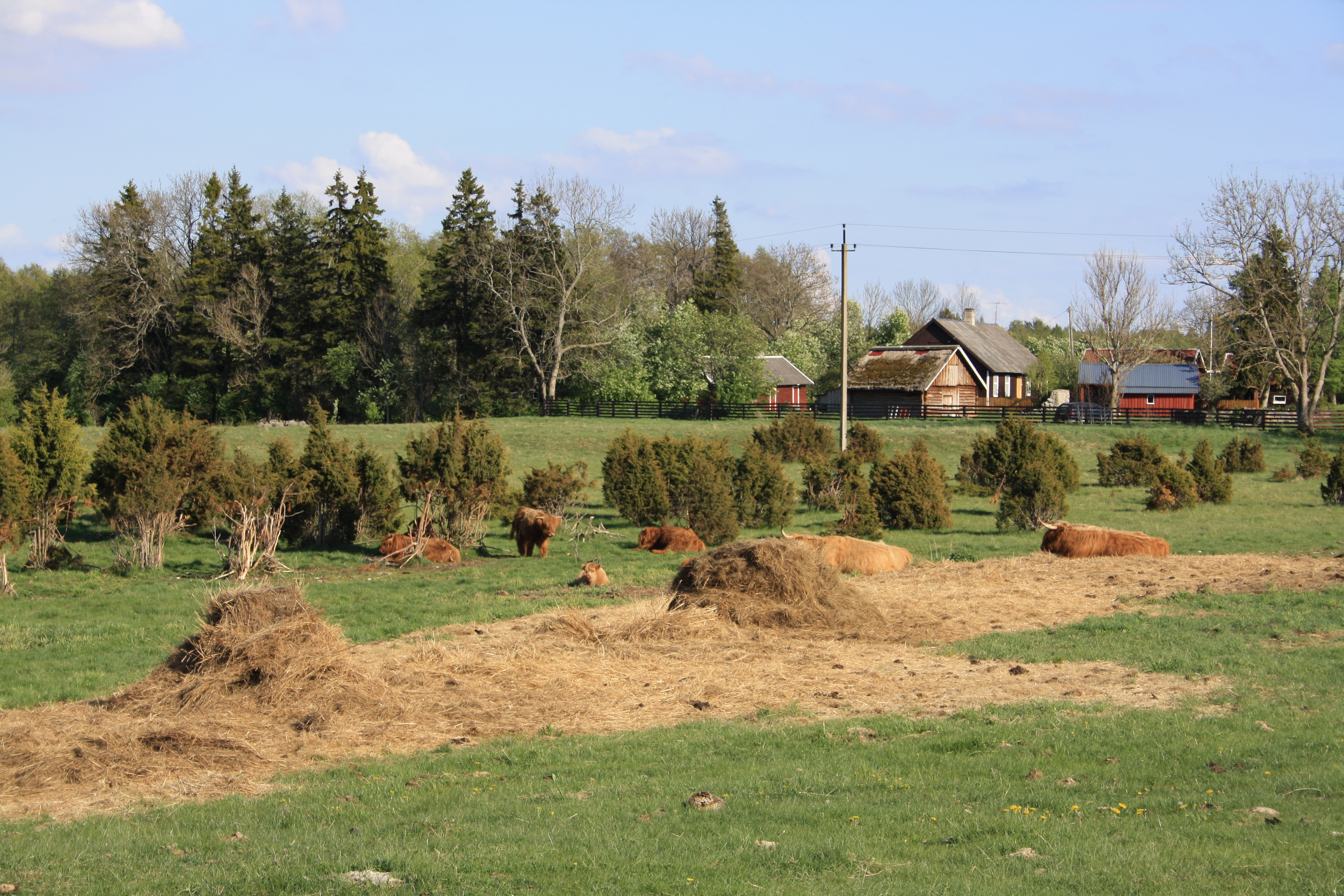
Пастбище
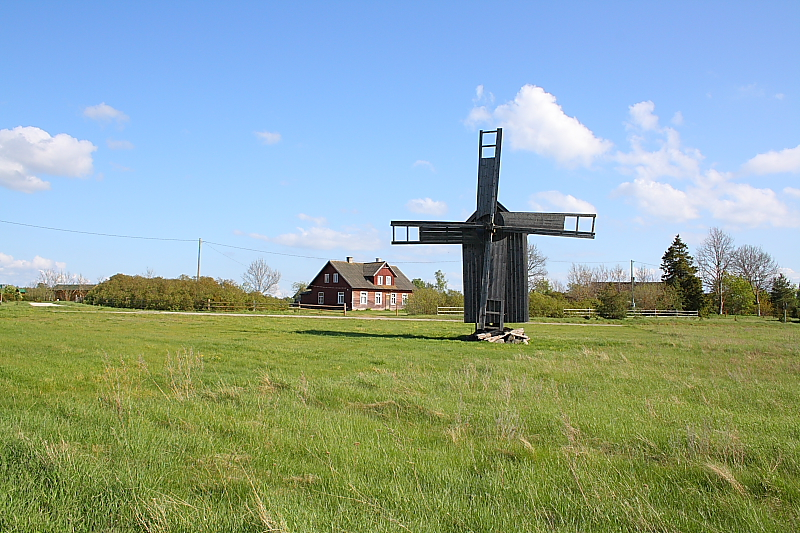
Ветряная мельница в деревне Ряльбю
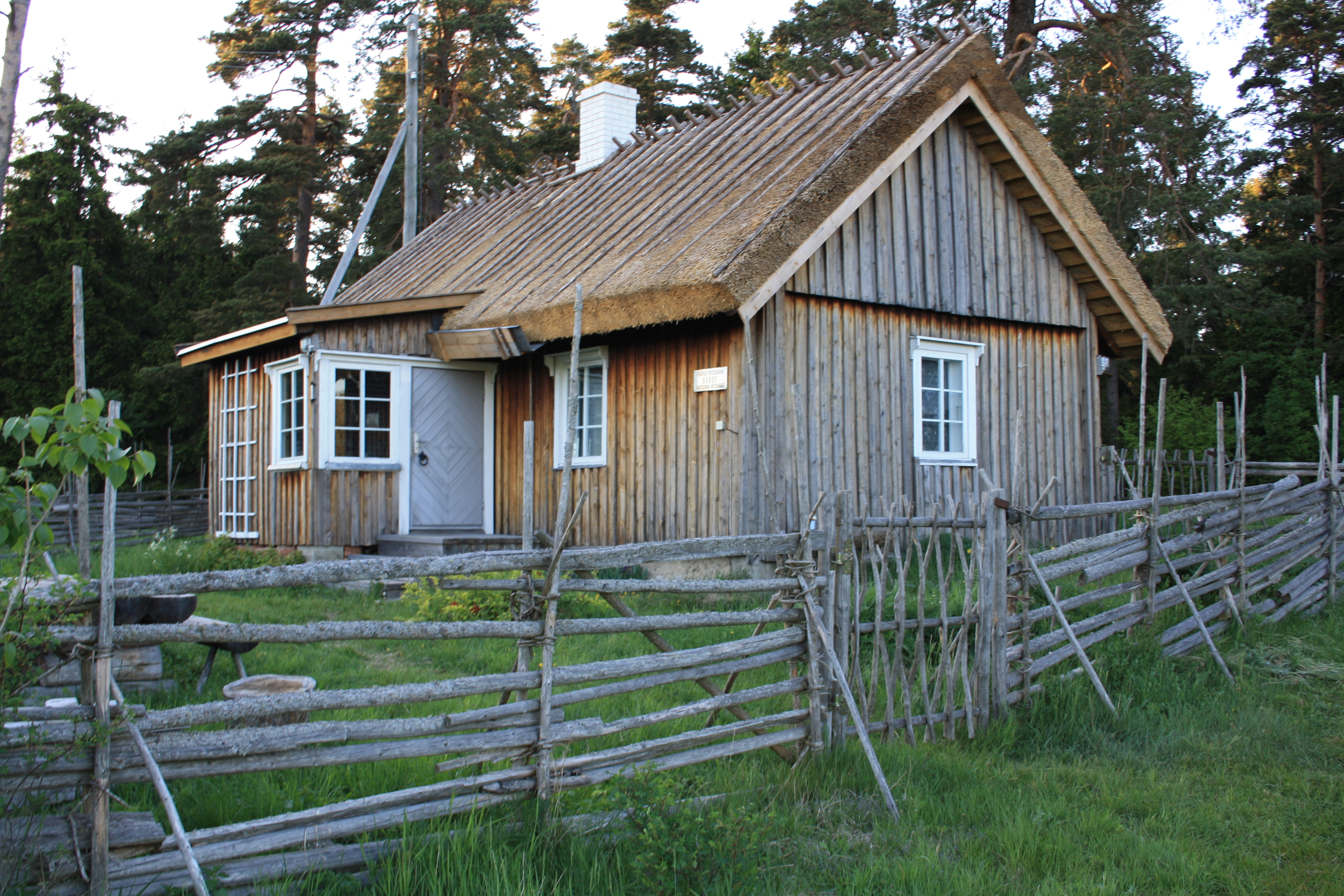
Дом лесника
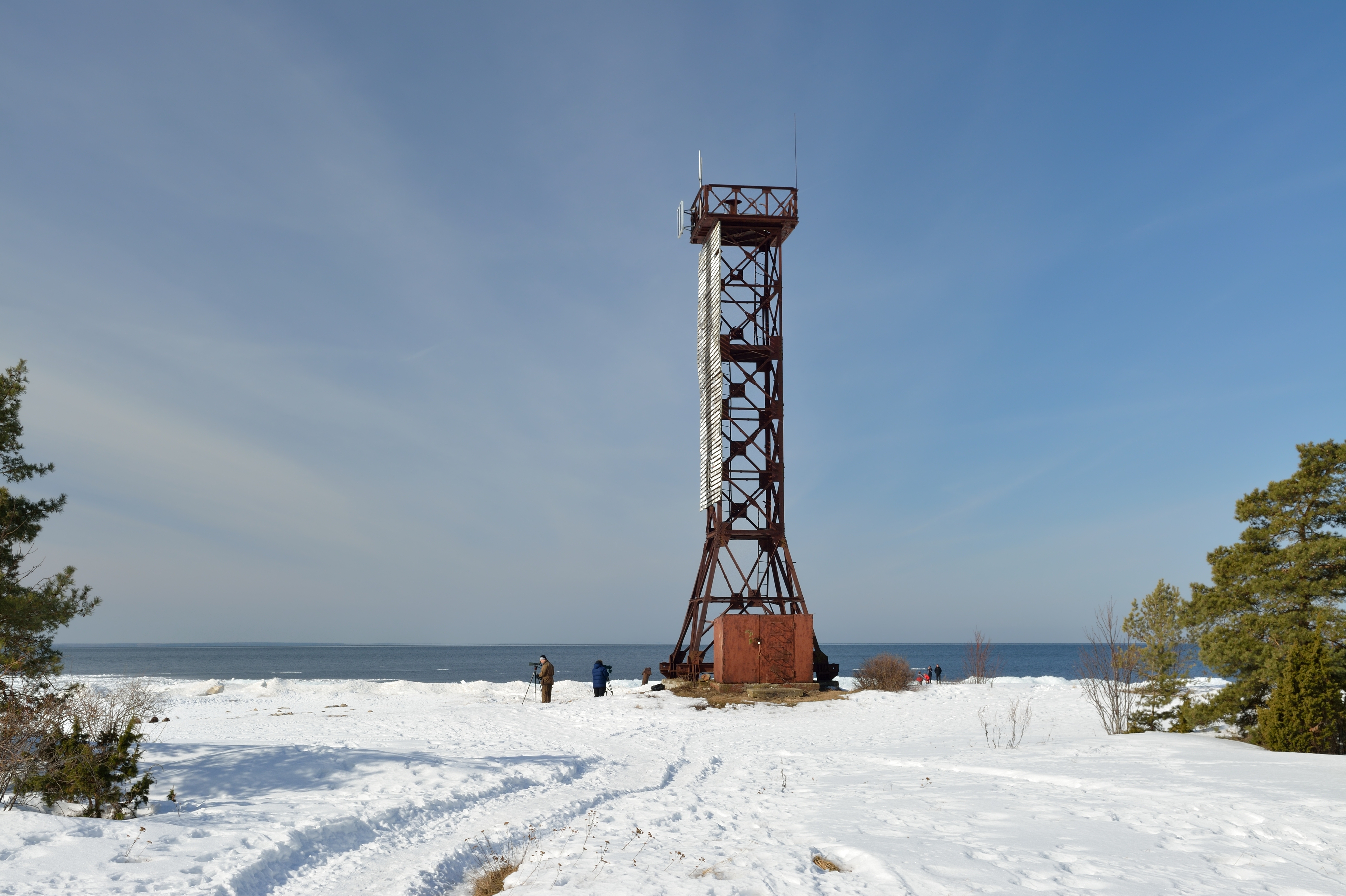
Верхний маяк южного направления
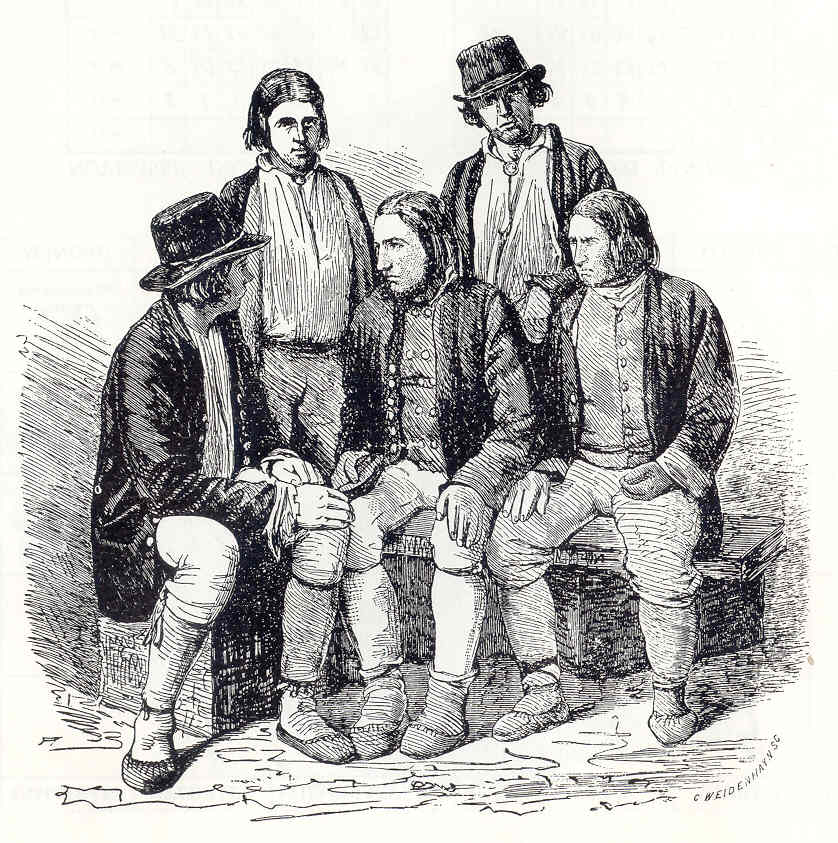
Заявители из Вормси. Шведская иллюстрация 1861 года